# De Dageraad (Narnia)
De Dageraad (Engels: the Dawn Treader) is een fictief schip uit De reis van het drakenschip van De Kronieken van Narnia door C.S. Lewis. Koning Caspian reist met dit schip naar het westen, op zoek naar de vermiste Zeven Grote Edelen van Narnia.
In tegenstelling tot de Kristallijnen Pracht is dit geen luxueus schip. Koning Caspian X vindt dat voor zichzelf echter goed genoeg en doet er dezelfde werkzaamheden als de matrozen. Het schip heeft enigszins de vorm van een draak, met een staart en een kop. Rippertjiep zit graag in de kop van de draak op de uitkijk. Als er geen wind is, moet er worden geroeid. Iedereen aan boord (behalve Rippertjiep, want zijn poten zijn te kort) helpt weleens mee met roeien. Het schip heeft één mast, met een kraaiennest en iedereen doet op zijn beurt weleens in het kraaiennest dienst. 
Het schip heeft op het achterdek twee hutten - voor de kapitein en de koning - maar de koning staat zijn hut af aan Lucy. Benedendeks slapen de zeelui - en Caspian dus ook - in hangmatten. 
De kapitein is Drinian, de stuurman is Rhince.